# Финале Светског првенства у фудбалу 2006.
Финале Светског првенства у фудбалу 2006. је била фудбалска утакмица која се одиграла 9. јула 2006. на Олимпијском стадиону у Берлину, да би се одредио победник Светског првенства у фудбалу 2006. Утакмица се водила између Италије и Француске. 
Италија је освојила Светско првенство пошто је победила Француску са 5 : 3 у извођењу пенала након нерешеног резултата 1 : 1 на крају продужетака.
Два играча која су угалвном били у фокусу били су француски репрезентативац Зинедин Зидан и Италијан Марко Матераца: ово је био последњи меч за Зидана, а обојица су били стрелци у финалу, а такође су се уплели у инцидент у продужецима који је довео до искључења Зидана након што је Матерација ударио главом. Инцидент је био предмет многих анализа након утакмице. Италијан Андреа Пирло проглашен је за играча утакмице, а Зидан је награђен Златном лоптом као најбољи играч турнира.
Финале је послужило као кључна утакмица у фудбалском ривалству између Француске и Италије, након што је Италија поражена од Француске у финалу Европског првенства 2000. Победа Италије била је њихова прва светска титула после 24 године и четврта укупно, чиме су тада били за једну титулу испред Немачке и за једну иза Бразила. Победа је такође довела до тога да је Италија у фебруару 2007. први пут од новембра 1993. године била прва на Фифиној светској ранг листи.

## Место одржавања
Олимпијски стадион у Берлину коришћен је као место за финале, као и још пет мечева током турнира. Такође је коришћен за три утакмице на Светском првенству у фудбалу 1974. Садашњи Олимпијски стадион изграђен је за Летње олимпијске игре 1936. у западном делу града. Од 1985. године, стадион је био домаћин финала и Купа немачке у фудбали и његовог женског еквивалента. Олимпијски стадион је домаћин Међународног стадиона, који је био догађај Златне лиге ИААФ од 1998. до 2009. године. Стадион је био домаћин Светског првенства у атлетици 2009. Осим што се користи као олимпијски стадион, Олимпијастадион има јаку фудбалску традицију, будући да је матични стадион Херте из Берлина од 1963.

## Позадина
Прва званична утакмица Италије као репрезентација била је против Француске 15. маја 1910, и те две земље су развиле фудбалско ривалство. Два тима су се сурела на неколико светских турнира, укључујући претходна светска првенства 1938. (3 : 1 Италија), 1978 (2 : 1 Италија), 1986(2 : 0 Француска), и 1998. (4 : 3 у извођењу пенала за Француску). Недавно су учествовали у финалу Европског првенства 2000., које је завршено победом Француске од 2 : 1 након златног гола Давида Трезегеа у продужецима.
Утакмица је била шесто финале Светског првенства за Италију, а друго за Француску. Италија је победила у три претходна финала (1934, 1938, 1982), изгубивши два (1970, 1994), док је Француска победила у свом једином претходном финалу (1998). Било је то прво финале од 1978. у којем се нису такмичили ни Немачка ни Бразил (и тек друго од 1938.); то је било и прво свеевропско финале откако је Италија освојила Светско првенство 1982. године, а друго финале одлучено је извођењем једанаестераца (1994. је било прво, Италија је том приликом изгубила од Бразила).
Априла 2006. године, Француз Зинедин Зидан, који је такође играо за шпански Реал Мадрид, најавио је повлачење из фудбала, рекавши да ће се његова играчка каријера завршити након Светског првенства. Маја 2006. откривен је скандал око намештања утакмица у италијанској лиги Серије А, који се углавном односио на Јувентус, тим коме је припадало петоро играча националног тима.

## Пут до финала
| Тим              | Pld | W | D | L | GF | GA | GD | Pts |
| ---------------- | --- | - | - | - | -- | -- | -- | --- |
| Италија          | 3   | 2 | 1 | 0 | 5  | 1  | +4 | 7   |
| Гана             | 3   | 2 | 0 | 1 | 4  | 3  | +1 | 6   |
| Чешка            | 3   | 1 | 0 | 2 | 3  | 4  | −1 | 3   |
| Сједињене Државе | 3   | 0 | 1 | 2 | 2  | 6  | −4 | 1   |

| Тим          | Pld | W | D | L | GF | GA | GD | Pts |
| ------------ | --- | - | - | - | -- | -- | -- | --- |
| Швајцарска   | 3   | 2 | 1 | 0 | 4  | 0  | +4 | 7   |
| Француска    | 3   | 1 | 2 | 0 | 3  | 1  | +2 | 5   |
| Јужна Кореја | 3   | 1 | 1 | 1 | 3  | 4  | −1 | 4   |
| Того         | 3   | 0 | 0 | 3 | 1  | 6  | −5 | 0   |

### Италија
Кампању Италије на турниру пратио је отворени песимизам због контроверзе изазване скандалом Серије А. Италија је извучена у Групу Е заједно са Ганом, Сједињеним Америчким Државама и Чешком, на отварању против Гане 12. јуна 2006. Италија је повела преко везисте Андреа Пирла у 40. минуту и на крају победила резултатом 2 : 0. У следећој утакмици против Сједињених Држава 17. јуна, Италија је повела у 22. минуту голом Алберта Ђилардина, али пет минута касније, Кристијан Закардо је постигао аутогол из покушаја избијања након слободног ударца, а меч на крају је остао нерешен резултат 1–1; ово је био један од само два гола која је Италија примила током целог турнира. На том мечу, Данијеле Де Роси је добио црвени картон након што је лактом ударио Брајана Мекбрајда у лице; напустио је терен крвав, али се вратио након третмана, касније задобивши три шава. Де Роси се касније извинио Мекбрајду, који га је накнадно похвалио као "отменог" што му је пришао после меча. Због инцидента, Де Роси је суспендован на четири меча и кажњен са 10.000 швајцарских франака. Њихова трећа и последња утакмица групне фазе била је против Чешке 22. јуна. Марко Матераци, који је турнир почео као резервиста, ушао је као замена за Алесандра Несту који је доживео повреду на утакмици. Матераци је постигао гол на мечу и проглашен је за најбољег играча у коначној победи од 2:0, чиме је завршио на врху групе са седам поена.
У осмини финала, 26. јуна, Италија је играла против Аустралије у мечу у којем је Матераци контроверзно искључен у 53. минуту након двоножног обрачуна са аустралијским везистом Марком Брешаном. У надокнади времена, контроверзни једанаестерац је досуђен за Италију када је судија Луис Медина Канталехо пресудио да је Лукас Нил фаулирао Фабија Гроса. Франческо Тоти је претворио ударац у горњи угао гола поред Марка Шварцера за победу од 1-0. У четвртфиналу, 30. јуна, Италија је савладала Украјину, а Ђанлука Замброта је отворио гол рано у 6. минуту ударцем левом ногом ван казненог простора, након што је брзом разменом са Тотијем створио довољно простора. Лука Тони је додао још два гола за Италију у другом полувремену, али пошто је Украјина ишла напред, није успела да постигне гол. Украјина је погодила пречку, имала је неколико удараца голмана Италије Ђанлуиђија Буфона и одбијена јој је гол након што је Замброта избио са гол-линије, што је на крају завршило победом Италије од 3:0. У полуфиналу 4. јула, Италија је победила домаћина Немачку са 2:0, а два гола су постигнута у последња два минута надокнаде. После пола сата надокнаде, током којих су Ђилардино и Замброта погодили стативу, односно пречку, Гросо је постигао гол у 119. минуту након што га је прикривени пас Пирла нашао отворен у казненом простору због савијања лево - ногом је шутирао у даљи угао поред скакања немачког голмана Јенса Лемана. Замени нападач Алесандро дел Пјеро је потом запечатио победу голом последњим ударцем у утакмици на крају брзог контранапада Фабија Канавара, Тотија и Ђилардина.

### Француска
Француска је извучена у Групу Г заједно са Швајцарском, Јужном Корејом и Тогоом, на отварању против Швајцарске 13. јуна 2006. Утакмица је завршена нерешеним резултатом. У свом следећем мечу против Јужне Кореје 18. јуна, Француска је повела у 9. минуту након што је Тијери Анри покупио одбијени ударац Силвена Вилтора. Касније је ударцем главом Патрика Вијеире прешао гол-линију након што га је блокирао корејски голман Ли Вон-Јае, али судија Бенито Арцхундиа није дозволио гол, а на око 10 минута до краја, Парк Џисинг је погодио за Кореју за евентуални 1–1 нерешено. Њихов трећи и последњи меч групне фазе био је против Тогоа 23. јуна, а Француској је била потребна победа да би напредовала из групне фазе. После првог полувремена без голова, Виеира и Хенри су постигли два гола у другом полувремену у размаку од шест минута и победили са 2:0 и завршили на другом месту у групи са пет поена.
У осмини финала, 27. јуна, Француска је савладала Шпанију у утакмици у којој је Шпанија повела у првом полувремену голом из пенала који је реализовао Давид Виља након што је Лилијан Тирам фаулирао Пабла. Четири минута пре полувремена, Франк Рибери је изједначио резултат, а седам минута пре истека деонице Вијера је главом погодио за вођство Француске. Док је Шпанија гурала појачавала интензитет игре да би дошла изједначења, Зинедин Зидан је постигао гол у соло покушају у надокнади времена, за коначни резултат 3 : 1 за Француску. У четвртфиналу, 1. јула, Француска је играла против Бразила; Француска је победила голом у 57. минуту Хенрија након што је из слободног ударца Зидана прекинуо владавину Бразила као светског шампиона. У полуфиналу, 5. јула, Француска је поново победила усамљеним голом, овог пута из Зидановог пенала у првом полувремену након што је Хенрија саплео Рикардс Карваљс у казненом простору.

## Пре утакмице
Званична меч лопта за финале била је + Teamgeist Berlin, златна варијација Adidas Teamgeist, која је представљена 18. априла 2006. Адидас Teamgeist је коришћена као званична лопта за меч током целог турнира, коју је обезбедила немачка компанија за спортску опрему Адидас.
Шестог јула 2006. Аргентинац Орасио Елизондо је изабран за судију финала, победивши Немца Маркуса Мерка и Словака Љубоша Мичеља. Елизондо је постао судија 1994. године, а судио је свој први међународни меч 1996. Његови сународници Дарио Гарсија и Родолфо Отеро изабрани су за помоћне судије, а Шпанац Луис Медина Канталехо за четвртог судију. Елизондо је раније на турниру дао црвени картон енглеском нападачу Вејну Рунију против Португала.
Италијански тимски лекар Енрико Кастелачи потврдио је 6. јула да је Алесандро Неста искључен из финала због повреде препоне коју је задобио против Чешке Републике 22. јуна; Француска је саопштила да нема повређених.
Пре почетка меча, ФИФА је организовала церемонију затварања, која је трајала око 10 минута, коју су извели Ил Диво певајући своју песму „Време наших живота“, званичну песму ФИФА Светског првенства 2006, као и Шакира и Вајклеф Џин који су певали  њихове песме „Hips Don't Lie”.

## Утакмица

### Резиме
Финале је почело са поентирањем сваке стране у првих 20 минута, чиме је то било прво финале од 1986. у којем су оба финалиста постигла голове. Судија Елизондо је досудио једанаестерац када је оценио да је Марко Матераци фаулирао Флорана Малуду. Зинедин Зидан је отворио гол када је овај ударац реализовао у 7. минуту Паненком који је бацио поглед са доње стране пречке у гол. Матераци се искупио за Италију када је поравнао резултат у 19. минуту, ударцем главом из корнера Андреа Пирла. У 35. минуту Лука Тони је из другог Пирлова корнера главом погодио пречку. На полувремену резултат је био изједначен 1 : 1.
Почетак другог полувремена је у великој мери контролисала Француска, такође је рано извела једанаестерце када је Ђанлука Замброта довео Малуду на земљу у петерцу. Патрика Вијеру је у 58. минуту заменио Алоу Дијара због очигледне повреде тетиве. У 62. минуту Тони је главом погодио гол који је поништен због офсајда из слободног ударца Пирла. После 90 минута редовног трајања утакмице, резултат је и даље био изједначен на 1 : 1, што је довело до продужетака.
У 104. минуту, италијански голман Ђанлуиђи Буфон одбранио је потенцијално спасоносну одбрану када је Зиданом главом пребацио пречку коју је убацио Вили Сањол. Пет минута касније, Зидан и Матераци су трчали по терену један поред другог. Кратко су разменили речи и Матераци је повукао Зиданов дрес; ово је изазвало Зидана да удари Матерација главом у груди и обори га на земљу. Пошто је игра променила правац, Буфон је протестовао код помоћног судије који није видео шта се догодило. Када се игра вратила и судија Елизондо је видео Матеразија на земљи, прекинуо је игру да би консултовао своје помоћнике. Према извештајима званичника утакмице, судија и његови помоћници нису видели шта се догодило, међутим, Елизондо је преко слушалица консултовао четвртог судију Луиса Медину Канталехоа, који је потврдио инцидент. Елизондо је потом у 110. минуту издао Зидану црвени картон. То је означило 14. искључење у Зидановој каријери и значило да се придружио камерунском Ригоберту Сонгу као једини играч који је икада био искључен током два одвојена турнира Светског првенства. Такође је постао четврти играч са црвеним картоном у финалу Светског првенства, поред тога што је био први искључен у продужецима.
После продужетака, резултат је и даље био 1 : 1, што је приморало меч на извођење пенала. Француз Давид Трезегует, који је постигао златни гол против Италије у финалу Европског првенства 2000., био је једини играч који није постигао пенал након што је његов ударац погодио пречку, оборио након његовог ударца и остао тик испред гол-линије. Фабио Гросо —који је постигао први гол Италије у полуфиналу против Немачке — извео је победнички пенал; Италија је победила резултатом 5 : 3.

### Детаљи
| Италија                                          | 1–1 (п. с. н.) | Француска                           |
| ------------------------------------------------ | -------------- | ----------------------------------- |
| - Матераци 19’                                   | Извештај       | - Зидан 7’ (пен.)                   |
| Пенали                                           |                |                                     |
| - Пирло - Матераци - Де Роси - Дел Пјеро - Гросо | 5–3            | - Вилтор - Трезеге - Абидал - Сањол |

| Италија | Француска |

| GK           | 1  | Ђанлуиђи Буфон      |    |     |
| RB           | 19 | Ђанлука Замброта    | 5’ |     |
| CB           | 5  | Фабио Канаваро (c)  |    |     |
| CB           | 23 | Марко Матераци      |    |     |
| LB           | 3  | Фабио Гросо         |    |     |
| RM           | 16 | Мауро Каморанези    |    | 86’ |
| CM           | 8  | Ђенаро Гатузо       |    |     |
| CM           | 21 | Андреа Пирло        |    |     |
| LM           | 20 | Симоне Перота       |    | 61’ |
| SS           | 10 | Франческо Тоти      |    | 61’ |
| CF           | 9  | Лука Тони           |    |     |
| Измене:      |    |                     |    |     |
| MF           | 4  | Данијеле де Роси    |    | 61’ |
| FW           | 15 | Винченцо Јаквинта   |    | 61’ |
| FW           | 7  | Алесандро дел Пјеро |    | 86’ |
| Менаџер:     |    |                     |    |     |
| Марчело Липи |    |                     |    |     |

| GK            | 16 | Фабјен Бартез     |      |      |
| RB            | 19 | Вили Сањол        | 12’  |      |
| CB            | 15 | Лилијан Тирам     |      |      |
| CB            | 5  | Вилијам Галас     |      |      |
| LB            | 3  | Ерик Абидал       |      |      |
| CM            | 4  | Патрик Вијера     |      | 56’  |
| CM            | 6  | Клод Макелеле     | 76’  |      |
| RW            | 22 | Франк Рибери      |      | 100’ |
| AM            | 10 | Зинедин Зидан (c) | 110’ |      |
| LW            | 7  | Флоран Малуда     | 111’ |      |
| CF            | 12 | Тијери Анри       |      | 107’ |
| Измене:       |    |                   |      |      |
| MF            | 18 | Алу Дијара        |      | 56’  |
| FW            | 20 | Давид Трезеге     |      | 100’ |
| FW            | 11 | Силвен Вилтор     |      | 107’ |
| Менаџер       |    |                   |      |      |
| Ремон Доменек |    |                   |      |      |

| Играч утакмице: Андра Пирло (Италија) Помоћне судије: Дарио Гарциа (Аргентина) Родолфо Отеро (Аргентина) Помоћне судије: Луис Медина Канталехо (Шпанија) Помоћне судије: Викторијано Хиралдез Караско (Шпанија) | Правила утакмице: - Правила утакмице: - 30 минута продужетка ако је резултат изједначен - Извођење једанаестераца ако су резултати и даље изједначени - Именовано је 12 замена, од којих се три могу користити |

### Статистика
|                    | Италија | Француска |
| ------------------ | ------- | --------- |
| Постигнути голови  | 1       | 1         |
| Тотал схотс        | 5       | 13        |
| Ударци у мету      | 3       | 6         |
| Поседовање лопте   | 55%     | 45%       |
| Ударци из угла     | 5       | 7         |
| Направљени фаулови | 17      | 24        |
| Офсајд             | 4       | 2         |
| Жути картони       | 1       | 3         |
| Црвени картони     | 0       | 1         |

### Гледаност
Према ФИФА, 715.1 милион појединаца широм света је гледало финалну утакмицу овог турнира. ИПГ-ова независна медијска агенција Initiative Worldwide проценила је 260 милион људи гледаности. Независна фирма Initiative Futures Sport + Entertainment процењује на 322 милиона гледалаца.

## После утакмице
Немачки председник Хорст Келер, председник УЕФА Ленарт Јохансон и председник локалног организационог комитета Франц Бекенбауер били су међу присутнима на бини терена током церемоније доделе награда. Председник Келер је уручио трофеј италијанском капитену Фабију Канавару без присуства председника ФИФА Сепа Блатера. Док је Канаваро подизао трофеј, пуштена је кратка верзија песме „Stand up (Champions Theme)“ Патрициа Буане. Победа је такође довела до тога да је Италија у фебруару 2007. први пут од новембра 1993. године прва на светској ранг листи ФИФА. Пирло је проглашен за играча утакмице. Дан после финала, Зидан је награђен Златном лоптом као играч турнира. Италијански тим прославио је победу парадом у Риму дан после финала 10. јула, коме је присуствовало 500.000 људи, тим је отпутовао у Циркус Макимус. Тим се састао и са председником Италије Ђорђом Наполитаном и премијером Италије Романом Продијем, где су сви чланови репрезентације на Светском првенству одликовани Орденом за заслуге Италије Cavaliere Ufficiale.

### Провокација Зиданове анализе
Након што су видео докази сугерисали да је Матераци вербално испровоцирао Зидана да удари главом, три британска медија су тврдила да су ангажовала читаоце са усана да утврде шта је Матераци рекао, а The times, The Sun и Dialy star тврде да је Матераци Зидана назвао „сином терористичке курве“. Матераци је оспорио ову тврдњу, на крају је добио јавна извињења The Sun и Dialy star-a 2008. као и одштету за клевету од сва три британска листа.
Зидан је само делимично објаснио да су га поновљене оштре увреде на рачун његове мајке изазвале да реагује. Матераци је признао да је Зидан причао глупости, али је тврдио да је Зиданово понашање било веома арогантно и да су примедбе биле тривијалне. Матераци је такође инсистирао да није вређао Зиданову мајку (која је у то време била болесна), тврдећи: „Ни ја нисам причао о његовој мајци. Изгубио сам мајку када сам имао петнаест година, а чак и сада се осећам емотивно када причам о томе.“
Зидан је касније рекао да се није кајао због својих поступака јер би било као да призна да је у праву за све што је рекао. Матераци је два месеца касније понудио своју верзију догађаја тврдећи да је Зидан, након што је зграбио његов дрес, имао опаску: „Ако желиш моју мајицу, даћу ти је после“, а Зидану је одговорио да би више волео твоју сестру, али је током интервјуа тврдио да није знао да Зидан уопште има сестру. Више од годину дана након инцидента, Матераци је потврдио да су његове прецизне речи Зидану биле: „Више волим курву која је твоја сестра“.

### Реакције
После финала, тадашњи председник Француске Жак Ширак поздравио је Зидана као „човека срца и убеђења“. Ширак је касније додао да је сматрао да је прекршај неприхватљив, али је схватио да је Зидан био испровоциран. Француска јавност је показала подршку Зидановим акцијама; Анкете спроведене непосредно након инцидента показале су да је 61 одсто Француза рекло да су му већ опростили његове поступке, док је 52 одсто рекло да их разуме. Међутим, француски лист Le figaro назвао је ударац главом „одвратним“ и „неприхватљивим“. Часопис Тајм сматрао је овај инцидент симболом за „борбу Европе са мултикултурализмом“. Упркос бури која је у току, Зиданови спонзори су најавили да ће остати уз њега.
Инцидент је био опширно исмијаван на интернету иу популарној култури. Породични човек је то пародирао у епизоди Saving Private Brian, у којој Зидан удара главом старицу док јој испоручује рођенданску торту. Симпсонови су то пародирали у епизоди "Marge Gamer", у којој Хомер Симпсон виче „Зидане!”, када удара главом линијског играча. Поред тога што је постала главна пародија путем бројних онлајн видео записа и ГИФ-ова, нова песма под називом Coup de Boule („Headbutt“) доспела је на врх француских топ листа. Скулптура која приказује инциденте је откривена 2012.
У светлу Зиданових изјава, ФИФА је покренула дисциплински поступак за истрагу инцидента. ФИФА је такође потврдила легалност Елизондове одлуке да избаци Зидана, одбацивши тврдње да се Канталехо незаконито ослањао на видео пренос да би донео одлуку о решавању Зидановог недоличног понашања. ФИФА је изрекла казну од 5.000 швајцарских франака и казну за две утакмице против Матерација, док је Зидан добио казну од три утакмице и казну од 7.500 швајцарских франака. Пошто је Зидан већ отишао у пензију, добровољно је одслужио три дана друштвено корисног рада у име ФИФА-е као замена за забрану утакмице.
У октобру 2009. године, у интервјуу на француској радио станици РТЛ, Зидан је изјавио: „Не заборавимо да је провокација страшна ствар. Никада нисам био од оних који провоцирају; Никад то нисам урадио. Страшно је и најбоље је не реаговати.“ Међутим, касније је 2015. рекао: „Ако погледате 14 црвених картона које сам имао у каријери, 12 од њих је било резултат провокације. Ово није оправдање, ово није изговор, али моја страст, ћуд и крв су ме натерали да реагујем.“ Зидан је 2010. рекао да би „радије умро него да се извинио“ Матерацију због ударца главом у финалу, али је такође признао да „никада не би могао да живи сам са собом“ да му је било дозвољено да остане на терену и помоћи Француској да победи у мечу.